# Dalbergia intibucana
Dalbergia intibucana là một loài rau đậu thuộc họ Fabaceae.
Loài này chỉ có ở Honduras.